# San Pedro de Cartago
San Pedro de Cartago là một khu tự quản thuộc tỉnh Nariño, Colombia. Thủ phủ của khu tự quản San Pedro de Cartago đóng tại San Pedro de Cartago Khu tự quản San Pedro de Cartago có diện tích 60 ki lô mét vuông. Đến thời điểm ngày 28 tháng 5 năm 2005, khu tự quản San Pedro de Cartago có dân số 6031 người.